# Perfect (canción de Flyleaf)
Perfect es el cuarto sencillo de la banda de rock estadounidense Flyleaf, lanzado al mercado en 2007. Es la canción número tres de su álbum debut Flyleaf.

## Significado de la canción
Una chica intenta vivir la vida de una manera que cree correcta, realizando una serie de promesas acerca de cómo sería su vida y en qué tipo de relaciones estaría. Con el tiempo, sus altos estándares iniciales van cayendo más y más bajo, haciéndola sentir cada vez peor. Constantes malas relaciones hacen que su autoestima se vaya por los suelos. Pareciera no poder empezar y terminar, sin ser nunca lo suficientemente buena. La canción nos cuenta cómo a veces nos encontramos en ese camino y nos sentimos débiles, pero al mismo tiempo, la fuerza de Dios es perfecta cuando somos débiles y podemos levantarnos: "Mi Fuerza es perfecta en sus debilidades". Aun cuando somos débiles, él es fuerte. Ese es el mensaje: "Elegir la vida y no la muerte, ser amado y no condenarte".- Lacey